# Menhir du Pont d'Aubière
Le menhir du Pont d'Aubière dit la Pierre Piquée est situé à  Aubière dans le département du Puy-de-Dôme.

## Protection
L'édifice a fait l’objet d’une inscription au titre des monuments historiques en 1971.

## Description
Le menhir est en granite porphyroïde dont le plus proche gisement est distant d'au moins 6 km. Sa section est de forme triangulaire et mesure 2,32 m de hauteur. La face ouest est verticale, régulière mais non lisse la face sud-est comporte un léger décrochement à 0,80 m du sol. La face nord-est est très irrégulière avec une concavité à la base. Le sommet du menhir est arrondi (vu de face) et pointu (vu de profil).

## Histoire et folklore
Au Moyen Âge, les assises de justice se tenaient près du menhir. Selon le docteur Charvilhat, les jeunes gens du village venaient y coller leur oreille au premier jour du printemps pour y entendre des voix souterraines.